# Cidadania latina
A cidadania latina também direito latino, (em latim ius Latii, latinitas  ou ius latinum), era um estatuto cívico entre os antigos romanos, intermédio entre a condição de cidadania romana plena e de peregrino ou seja de "não-cidadãos". Inicialmente foi concedido ao povo do Lácio, ou seja, aos latini (os latinos), estendendo-se depois a outras cidades itálicas e, posteriormente, em alguns territórios provinciais. 

## Direito Latino
O conteúdo exato do ius Latii, segundo o direito romano, variava de cidade para cidade. Mas podia incluir alguns ou até todos os direitos seguintes:
- Ius commercii : o direito ao comércio, ou seja, o direito de ter relações comerciais com cidadãos romanos em igualdade de condições e de usar as mesmas formas de contrato que os cidadãos romanos;
- Ius connubii : o direito de casar nos termos da lei;
- Ius migrationis : o direito de migrar, ou seja, o direito de manter o grau de cidadania após a mudança para outro município.
- Ius civitatis mutandae : o direito de se tornarem cidadãos romanos mediante a ocupação dum cargo na magistratura municipal.

Ocasionalmente também tinham, sob certas condições, o 
- Ius suffragii ("direito de voto") : este era exercido como parte de uma única tribo e apenas se migrassem para Roma.[1]

Fora da Itália, o termo Latinitas continuou a ser usado em outros casos. Cícero usou este termo em relação à concessão de direitos latinos aos sicilianos por Júlio César em 44 aC. Este uso de " ius Latii " ou " Latinitas " persistiu até o reinado do imperador Justiniano I no século VI. Este estatuto foi posteriormente concedido a cidades e regiões inteiras: o Imperador Vespasiano em 74 concedeu-o a toda a Hispânia com o Édito de Latinidade e o Imperador Adriano concedeu-o a muitas cidades. 

## Origem do direito latino
De 340 a 338 a.C., a Liga Latina, uma confederação de cerca de 30 cidades do Lácio (terra dos latinos) aliada a Roma, rebelou-se durante a  Guerra Latina. Os romanos venceram e dissolveram a Liga Latina. Muitas das cidades-estado do Lácio foram totalmente incorporadas à República Romana, enquanto outras receberam direitos e privilégios limitados que poderiam ser exercidos nas relações com os cidadãos romanos. Estes passaram a ser conhecidos como ius Latii.
O ius Latii foi também dado a algumas colónias romanas que foram fundadas ao redor da Itália nos séculos IV e III aC para fortalecer o controle romano, à medida que Roma expandia sua hegemonia sobre a península. Eram colónias às quais foi dado estatuto jurídico latino, e aos seus colonos o ius Latii, em vez do estatuto jurídico romano de outras colónias cujos colonos obtiveram a cidadania romana. Com a expansão romana para além da Itália, também foram fundadas colónias latinas fora da Itália, por exemplo, Carteia (a contemporânea San Roque), que foi fundada na Hispânia em 171 a.C. e foi a primeira colónia latina fora da Itália. Em 122 aC, o tribuno plebeu Caio Graco introduziu uma lei que estendia o ius Latii a todos os outros residentes da Itália. O efeito foi de fortalecer os laços crescentes entre Roma e os povos itálicos através do comércio, e os laços entre as grandes famílias das cidades italianas e as famílias patrícias em Roma. Em 44 aC, Júlio César concedeu o ius Latii a todos os sicilianos nascidos livres. 

## Direito latino durante o Império

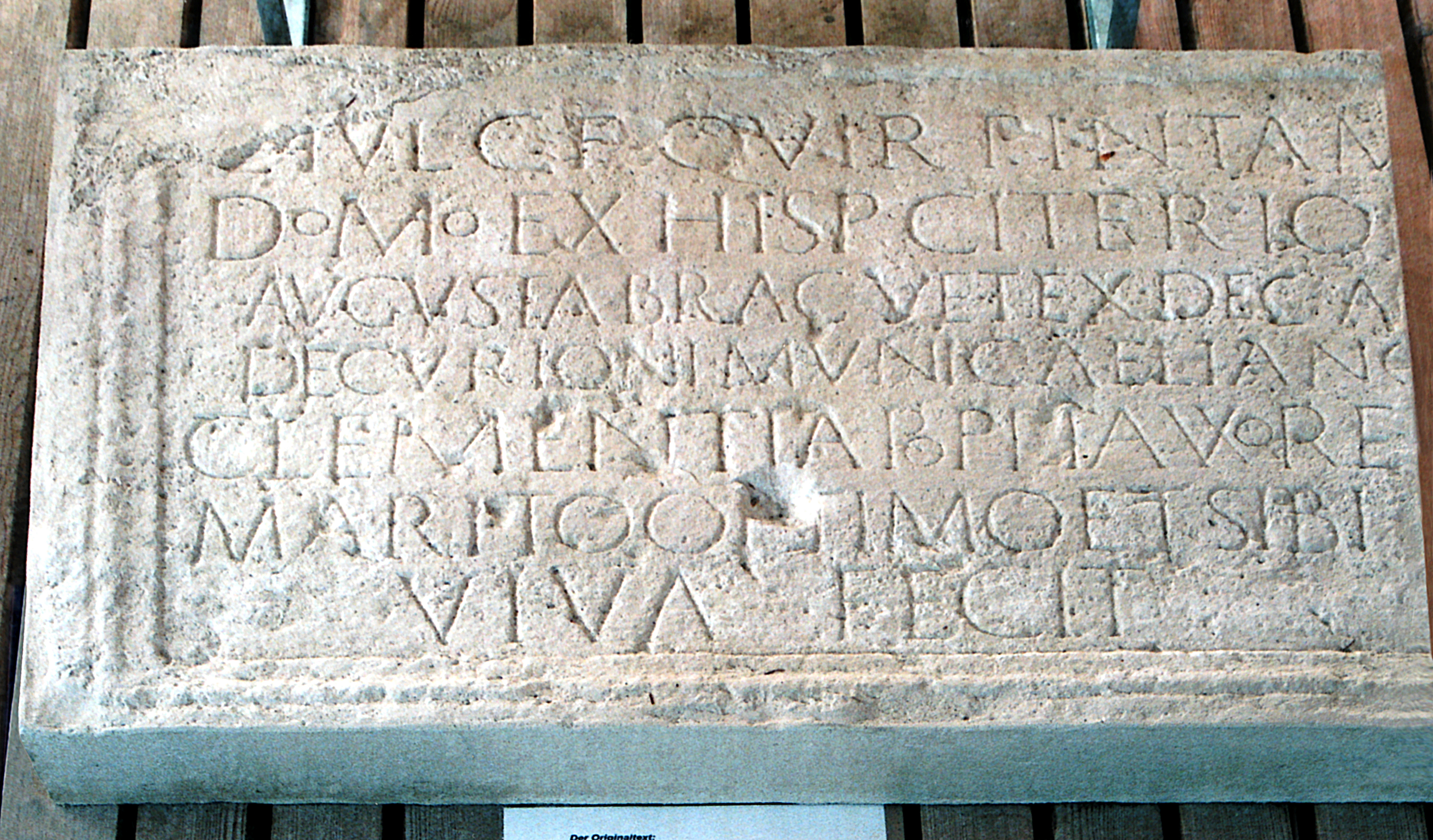
Inscrição funerária da Villa de Leutstetten (Stadt Starnberg, Alta Baviera, Alemanha) dedicada ao decurião da Cohors III Bracaraugustanorum equitata, Publius Julius Pintamo, natural de Bracara Augusta membro da tribo Quirina.
Inscrição: [D(is) M(anibus)] / P(ublio) Iul(io) C(ai) f(ilio) Quir(ina) Pintam[o] / domo ex Hisp(ania) citerio[re] / Augusta Brac(ara) vet(erano) ex dec(urione) a[lae] / decurioni munic(ipii) Aeli Anto[---] / Clementia Po(m)peia uxo[r eius] / marito optimo et sibi [---] / viva fecit
Tradução: Públio Júlio Pintamus, filho de Gaio, da tribo Quirina, veterano de Bracara Augusta na província da Hispânia Citerior. Serviu como capitão de cavalaria numa unidade equestre e como vereador da cidade de Aelia Anto [...]. Sua esposa Clementia Pompeia ergueu este túmulo para seu óptimo marido e para si mesmo, durante sua vida.

Após a grande onda de assentamentos coloniais sob Júlio César e Augusto, o ius Latii foi usado mais como um instrumento político que visava a integração das comunidades provinciais através da sua liderança local. O estatuto latino incluía a aquisição da cidadania romana mediante a ocupação dum cargo na magistratura municipal (ius adipiscendae civitatis per magistratum), o que presumia um plano para criar no seio das elites locais uma pequena comunidade de estilo romano. Em 123 DC, o imperador Adriano fez uma modificação importante nos direitos latinos. Ele introduziu o " Latium maius " ("grandes direitos latinos"), que conferia a cidadania romana a todos os decuriões de uma cidade, em oposição ao "Latium minus", que a conferia apenas àqueles que detinham a magistratura.
A aquisição do ius Latii dependia totalmente duma decisão imperial e poderia abranger desde indivíduos, algumas cidades, ou até mesmo uma população inteira, como quando o imperador Vespasiano deu o ius Latii a toda a Hispânia. Embora este decreto pudesse abranger cidades, é importante notar que não implicava necessariamente a criação de um município (cidade autónoma). Muitas vezes, como na Hispânia, os municípios foram constituídos vários anos após a concessão inicial. 
Enfim, en 212, o imperador Caracala, pela via do "Constitutio Antoniniana de Civitate" ou Édito de Caracala, concedeu a cidadania a todos os homens livres do Império. 
| “ | Sendo que concedo a todos os peregrinos que vivem no território a cidadania romana, salvaguardando os direitos das cidades, com exceção dos Bárbaros vencidos. Assim, este édito aumentará a majestade do povo romano. | ” |
|   | — Édito de Caracala 212. |   |